# Юмарт, Геннадий Фёдорович
Геннадий Фёдорович Юмарт (настоящая фамилия Трофимов, 5 мая 1938 — 12 января 2020) — советский и российский чувашский писатель и литературный переводчик, литературовед.
Член Союза писателей СССР с 1985 года.

## Биография
Родился 5 мая 1938 года в деревне Задние Карыки Красноармейского района Чувашской АССР.
В 1961 году окончил Чувашский государственный педагогический институт. Работал учителем в школах Куйбышевской области в 1961—1965 годах. С 1965 по 1970 год был редактором в Чувашском книжном издательстве.
В период с 1970 по 2009 год Геннадий Юмарт работал в НИИ языка, литературы, истории и экономики при Совете Министров Чувашской АССР (с 1994 года — Чувашский государственный институт гуманитарных наук). В 2001—2006 годах — доцент Чувашского государственного университета.
Г. Ф. Юмарт является автором около 50 научных работ по фольклористике и литературоведению. Исследовал творческое наследие К. В. Иванова, Г. А. Коренькова, М. К. Сеспеля, И. Е. Тхти и В. Е. Митты, а также участвовал в подготовке к изданию собраний их сочинений. Автор поэтических произведений, изданных в книгах «Тивĕç» (1969), «Тӗрек» (1983), «Кĕмĕл алтăр» (1988), «Ҫул курӑкӗ» (1993), «Халӑх сӑмахлӑхӗ» (2003) и других.
Заслуженный работник культуры Чувашской АССР (1988). Лауреат Государственной премии Чувашской АССР им. К. В. Иванова (1988).
Умер 12 января 2020 года в Чебоксарах.
В фондах Государственного архива печати Чувашии хранятся книги, переводы и научные статьи Г. Юмарта, а также публикации о его жизни и деятельности.

## Труды
- Авалхи хавал : сӑвӑсемпе поэмӑсем; С. А. Бритвина худож., Шупашкар, Чӑваш кӗнеке изд-ви, 2001. — 95 с.
- Асаттесем: поэмӑсем, Шупашкар, 2006. — 147 с.
- Асаттесем: поэма, Василий Павлов вулать ; Чӑваш Ен наци телерадиокомпанийӗ. Шупашкар, 2020. — Устная речь : аудио.
- Керменкке: кӗҫӗн ҫулхи ачасем валли, Шупашкар, Чӑваш кӗнеке издательстви, 1979. — 22 с.
- Кӗмӗл алтӑр : сӑвӑсем, куҫарусем, Шупашкар, Чӑваш кӗнеке издательстви, 1988. — 143 с.
- Курак тӑманӗ: сӑвӑсем; ӳнерҫи — М. М. Михаэлис. — Шупашкар : Чӑваш АССР кӗнеке издательстви, 1971. — 32 с.
- Манӑн Бичурин: статьясем, сӑвӑсем, куҫарусем, Шупашкар, 2007, 31 с.
- Мерекке: сӑвӑсемпе туптарусем; В. Арапов ӳнерҫи. Шупашкар, Чӑваш кӗнеке изд-ви, 1991. 28 с.
- А. С. Пушкин чӑвашла янӑрать : стаьясемпе сӑвӑсем, Шупашкар, 2004. 229 с.
- Тӗрек: сӑвӑсем, Шупашкар: Чӑваш кӗнеке издательстви, 1983. 46 с. (Опора).
- Тивӗҫ : сӑвӑсем, Шупашкар, Чӑваш АССР кӗнеке издельстви, 1969.- 70 с. (Долг).
- Халал сӑввисем, Шупашкар, 2003. 50 с.
- Вопросы чувашского литературоведения, перевода и фольклористики : тезисы, статьи, рецензии, обзоры, Чебоксары, 2013. — 292 с.
- Друзья Нарспи: стихи и сказка, Чебоксары, в переводе Лайко А. В.. - Чувашское книжное издательство, 1980. 20 с.
- Родное гнездо : стихи для старшего и среднего школьного возраста; пер. с чуваш. В. Алейникова. Чебоксары, Чувашское книжное издательство, 1987. 80 с.